# The Last Rose of Summer (1920)
The Last Rose of Summer é um filme mudo britânico de 1920, dirigido por Albert Ward, produzido por G. B. Samuelson e estrelado por Owen Nares e Daisy Burrell. Um drama, foi escrito por Roland Pertwee, baseado em um romance de Hugh Conway.

## Elenco

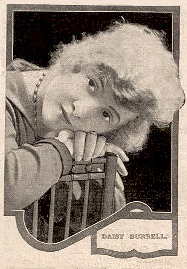
Daisy Burrell em 1919, na capa da Picturegoer

- Daisy Burrell como Lotus Devine
- Owen Nares como Oliver Selwyn
- Minna Grey como Amy Palliser
- Tom Reynolds como Palliser
- Richard Barry como Alf Purvis
- John Phelps como Percy Melville